# Entesa Nacionalista i Ecologista d'Eivissa
La Entesa Nacionalista i Ecologista d'Eivissa (en idioma español Acuerdo Nacionalista y Ecologista de Ibiza) fue un partido político español de ámbito ibicenco creado el marzo de 1989. El mismo año se integró a la Federación de la Izquierda Nacionalista de las Islas Baleares (FENIB) y el 1998 la federación dio paso a otra federación conocida por PSM - Entesa Nacionalista. 
- Datos: Q8776380